# Michel Zaidan Filho
Michel Zaidan Filho (Garanhuns, 1951) é um filósofo e historiador brasileiro, professor titular do Departamento de Direito da Universidade Federal de Pernambuco.

## Biografia
Michel Zaidan Filho tem ascendência libanesa. Graduou-se em Filosofia em 1974 na Universidade Católica de Pernambuco e realizou seu Mestrado em História em 1982 na Universidade Estadual de Campinas e Doutorado em História Social em 1986 na Universidade de São Paulo.

## A Crise da Razão Histórica (1989)
O livro A Crise da Razão Histórica foi publicado em 1989 pela Editora Papirus. Nesse livro, Zaidan Filho usou a Teoria da História de Walter Benjamin em defesa da razão histórica, contra o que ele chamou de crise do marxismo ou da Modernidade e, consequentemente, uma Crise da historiografia. O surgimento da Pós-Modernidade e de uma historiografia pós-moderna ou nova historiografia brasileira seria consequência dessas crises.